# Batallón de Seguridad de la Base Naval Puerto Belgrano
El Batallón de Seguridad de la Base Naval Puerto Belgrano (BISP) es una unidad de la Infantería de Marina de la Armada Argentina (IMARA) cuya misión es custodiar a dicha base localizada en el sur de la provincia de Buenos Aires.

## Historia
El 23 de octubre de 1945, la Armada creó el «Batallón de Vigilancia y Seguridad de la Base Naval Puerto Belgrano». En 1947, fue rebajado a destacamento. En 1951, se reorganizó al Batallón de Infantería de Marina N.º 1 —vigente desde 1948— anexándole los Destacamentos de Vigilancia y Seguridad Mar del Plata y Puerto Belgrano. El mencionado batallón comenzó a cumplir las funciones de seguridad. El 13 de noviembre de 1974, se formó el «Batallón de Seguridad de la Base Naval Puerto Belgrano» (BISP).
Durante la guerra de las Malvinas en 1982, el BISP se organizó como «Batallón de Infantería de Marina N.º 6» a efectos de servir en una eventual operación. Además, el Batallón cedió un grupo de perros de guerra que fueron incorporados por el BIM5.